# Bambasi (woreda)
Cet article concerne le woreda. Pour la ville, voir Bambasi.
Bambasi est un woreda de la zone Asosa dans la région Benishangul-Gumuz en Éthiopie.
Le woreda et sa seule ville, Bambasi, tirent leur nom du point le plus élevé de la zone, le mont Bambasi.
Selon les estimations de 2005 de l'Agence Centrale de la Statistique éthiopienne (CSA), le woreda Bambasi compte 47 374 habitants (23 863 hommes et 23 511 femmes) dont 7 166 (15,1 %) résident en ville. Avec une superficie de 2 210 km2 [réf. souhaitée], le woreda a une densité de 21,4 habitants par km2.
Le woreda a 48 694 habitants au recensement de 2007.
En 2020, sa population est estimée par projection des taux de 2007 à 55 134 personnes.